# Beaufortia szechuanensis
Beaufortia szechuanensis es una especie de peces de la familia de los Balitoridae en el orden de los Cypriniformes.

## Distribución geográfica
Se encuentra en el río Yangtsé (China).